# Giliante D'Este
Giliante D'Este   (Izola, 23 de març de 1910 - Roma, 24 d'abril de 1996) fou un remer italià que va competir durant les dècades de 1920 i 1930.
El 1928 va prendre part en els Jocs Olímpics d'Amsterdam, on guanyà la medalla d'or en la prova del quatre amb timoner del programa de rem. Formà equip amb Valerio Perentin, Nicolò Vittori, Giovanni Delise i el timoner Renato Petronio. Quatre anys més tard, als Jocs de Los Angeles, va guanyar la medalla de bronze en la competició del quatre sense timoner, formant equip amb Antonio Ghiardello, Francesco Cossu i Antonio Garzoni Provenzani. El 1936, a Berlín, va disputar els seus tercers i darrers Jocs. En ells va quedar eliminat en la repesca de la prova del quatre amb timoner del programa de rem.
En el seu palmarès també destaquen tres medalles al Campionat d'Europa de rem, dues d'or i una de bronze, entre 1929 i 1935, sempre en la prova dels quatre amb timoner.